# 21840 Гошчаудхурі
21840 Гошчаудхурі (21840 Ghoshchoudhury) — астероїд головного поясу, відкритий 2 жовтня 1999 року.
Тіссеранів параметр щодо Юпітера — 3,561.